# 紙ジャケットCD-BOX
『紙ジャケットCD-BOX』（かみジャケット・シーディー・ボックス）は、浅香唯の8枚組CD-BOX。2010年7月7日にワーナーミュージック・ジャパンよりリリースされた。

## 解説
- デビュー25周年記念の一環として、LPで発売されたアルバム7作品を紙ジャケットCDとして再発売、それらの作品をまとめたCD-BOXである[1]。
- BOX限定特典として映像作品『Fun!Fan!Fun! Yuiグラフィティ』を初DVD化にして収納した。
- 各CDにはボーナストラックも収録されている。
- オリジナルLPジャケット、レーベル・デザイン、オビ、貼付ステッカーを全て再現した。
- 収録音源は全て2010年24ビット最新デジタルリマスタリングが施されている。
- 豪華48Pスペシャル写真集が封入されている。

## 収納作品
1. Crystal Eyes
2. Star Lights
3. Rainbow
4. Present
5. Candid Girl
6. HERSTORY
7. MELODY FAIR
8. Fun!Fan!Fun! Yuiグラフィティ（映像作品）
  - BOX限定特典として初DVD化